# Sint-Vincentius a Paulokerk (Battice)

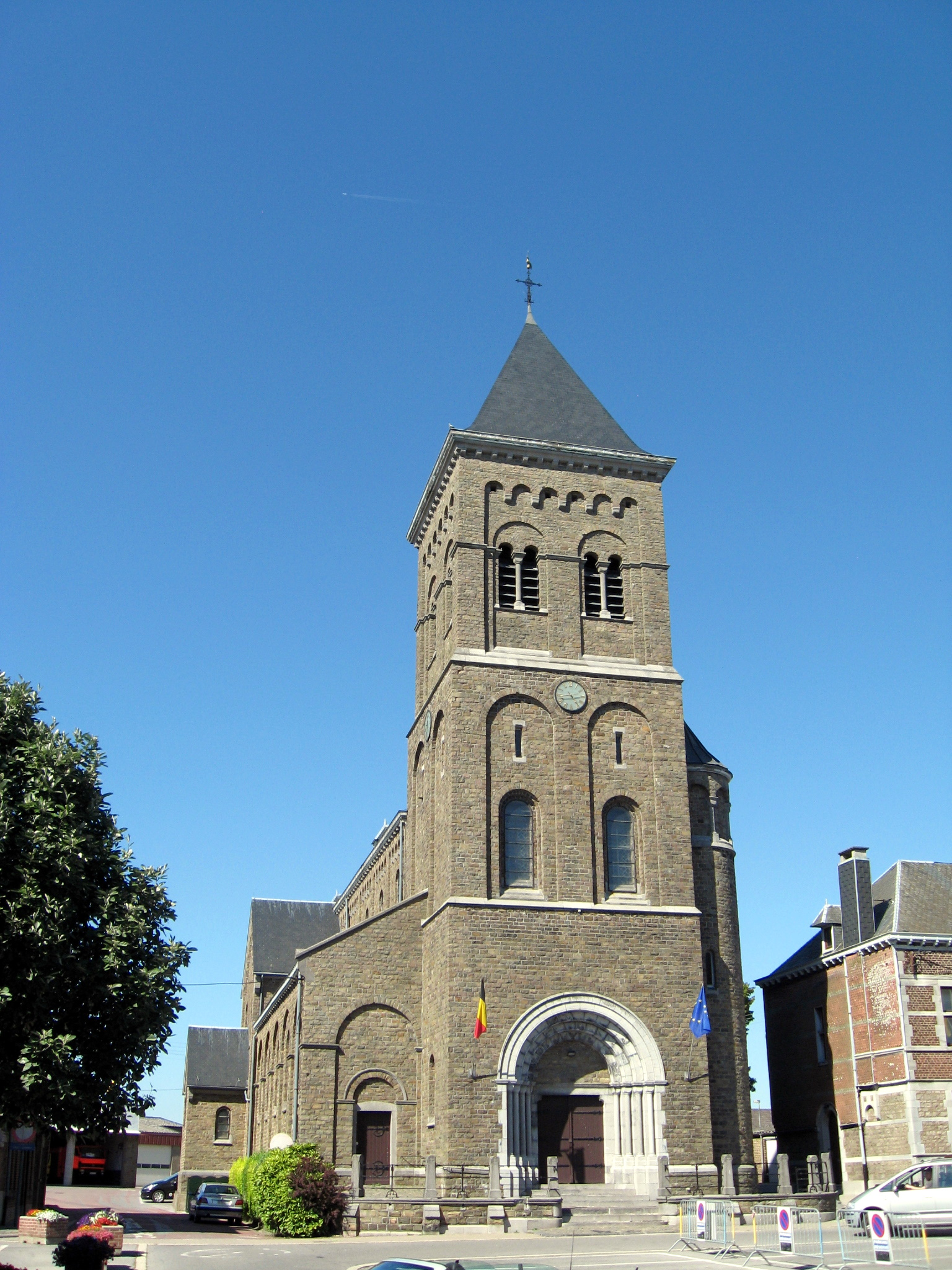
Sint-Vincentius a Paulokerk

De Sint-Vincentius a Paulokerk (Église Saint-Vincent-de-Paul) is de parochiekerk van het tot de Belgische gemeente Herve behorende dorp Battice, gelegen aan het Place du Marché op een hoogte van 329 meter.

## Geschiedenis
Eind 18e eeuw werd op deze plaats een kapel gebouwd, die in 1868 door een neogotisch kerkgebouw werd vervangen, dat ontworpen werd door Eugène Halkin. Deze kerk werd op 6 augustus 1914 door de Duitse bezetters vernield. In 1921-1924 kwam het huidige neoromaanse gebouw tot stand. Architect was Emile Burguet.

## Gebouw
Het betreft een driebeukige basilicale kruiskerk gebouwd in zandsteenblokken met toepassing van kalksteen. De kerk heeft een forse voorgebouwde toren, voorzien van een tentdak. Er is een halfronde koorafsluiting.
Het meubilair is in neoromaanse stijl en dateert uit de tijd van de bouw. De kerk heeft twee glas-in-loodramen, voorstellende Sint-Gerlach en Sint-Vincentius a Paulo.